# Pseudosynaleurodicus
Pseudosynaleurodicus is een geslacht van halfvleugeligen (Hemiptera) uit de familie witte vliegen (Aleyrodidae), onderfamilie Aleurodicinae.
De wetenschappelijke naam van dit geslacht is voor het eerst geldig gepubliceerd door Gillespie in 2006. De typesoort is Pseudosynaleurodicus nigrimarginatus.

## Soorten
Pseudosynaleurodicus omvat de volgende soorten:
- Pseudosynaleurodicus mayoi Gillespie, 2006
- Pseudosynaleurodicus nigrimarginatus Gillespie, 2006